# Дом Евментьева
Дом Евме́нтьева, также дом Я́ковлевых или «дом с рото́ндой» — жилой дом в Санкт-Петербурге, № 57 по Гороховой улице / № 81 по набережной Фонтанки. Объект культурного наследия России федерального значения. Получил широкую известность благодаря необычному устройству парадного входа в корпус по набережной Фонтанки в виде трёхъярусной внутренней ротонды, которая считается одним из самых мистических мест Санкт-Петербурга из-за городских легенд о, якобы, проводившихся в ней масонских ритуалах.

## История
Здание возведено в конце XVIII века для владельца участка, известного заводчика Саввы Яковлевича Яковлева. Первоначальный архитектор неизвестен. Некоторые источники указывают архитектором Е. И. Ферри-де-Пиньи, работавшего для Павла Николаевича Яковлева, правнука Саввы, в 1856 году. Здание является памятником архитектуры эпохи классицизма. В середине XIX века дом принадлежал некоему А. Ф. Евментьеву и вошел в литературу как «дом Евментьева».
В советское время дом Евментьева стал жилым домом[уточнить], каковым он является до сих пор.

### Ротонда

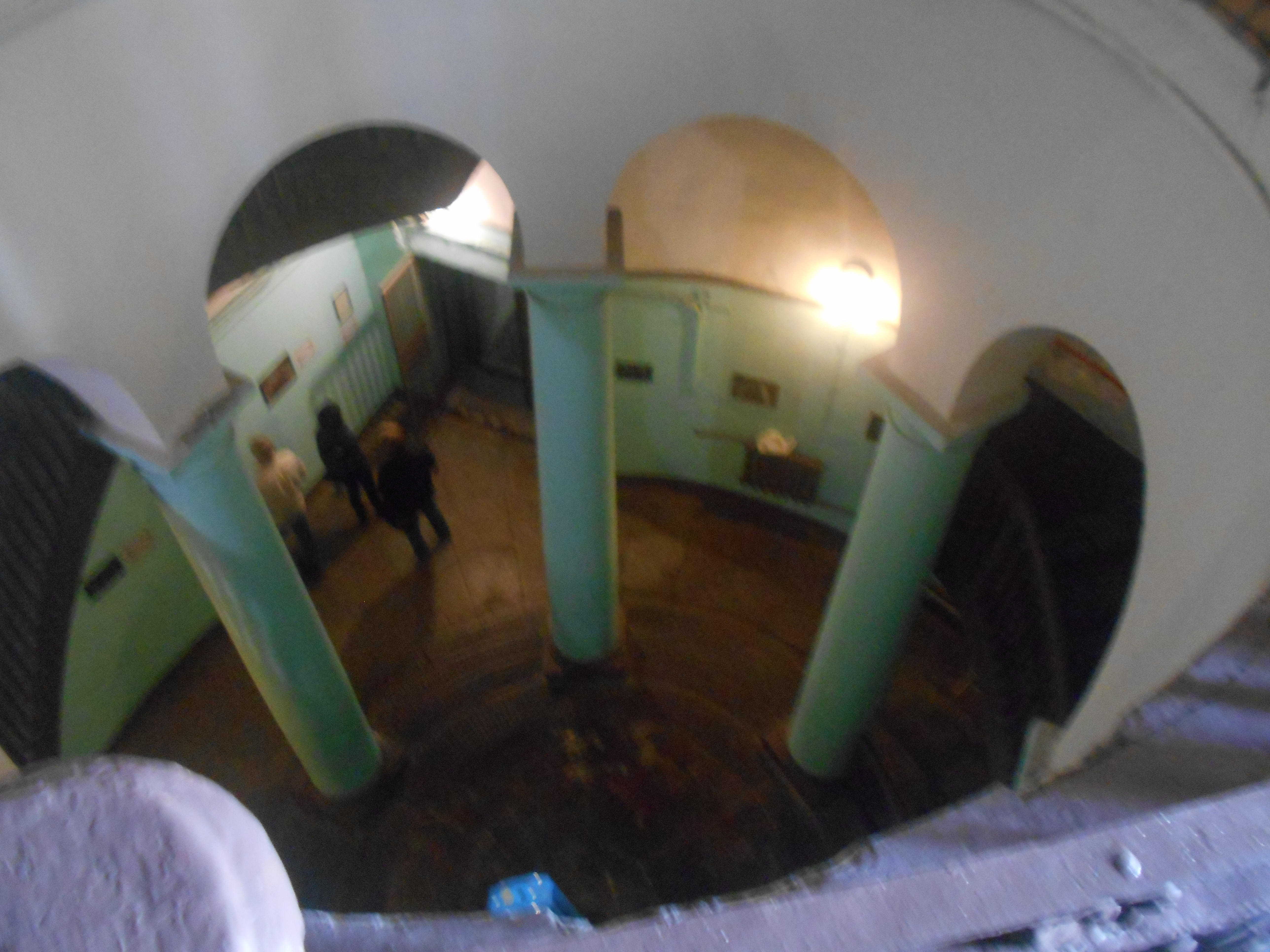
Ротонда на Гороховой улице

В 1856 году архитектор Георг (Егор Иванович) Винтергальтер построил круглую лестницу-ротонду с верхним освещением в угловой части здания, соединяющей корпус по Фонтанке с корпусом по Гороховой улице. Эта ротонда стала особой приметой здания. Петербургский историк Ларисса Ильинична Бройтман описывает её следующим образом:
Вход на лестницу ведет со двора, где в первом этаже расположен вестибюль с шестью свободно стоящими колоннами, на втором этаже лестничная площадка по стенам плавно огибает ротонду, в третьем этаже вертикали пилястр на стенах завершаются куполом.

Круглый балкон в ротонде (фото 2013)

Согласно другой версии, ротонда была выстроена в качестве парадного входа в корпус по Фонтанке неизвестным архитектором, затем был пристроен корпус по Гороховой улице, а в 1856 году Е. И. Ферри-де-Пиньи осуществил перестройку ротонды, пробив вход с Гороховой улицы. Ему же приписывают и устройство колонной лестницы в ротонде на второй этаж, которая, таким образом, не является первоначальной конструкцией.
В конце 60—70-х годов XX века в ротонде регулярно происходили неформальные встречи ленинградской молодёжи. Ещё одним фактором, обеспечившим ей известность, стали легенды о тайных собраниях петербургских масонов, которые якобы имели место в ротонде в XVIII веке, и других событиях мистического характера.
Славу культового места ротонда получила в 1970-е — 1980-е годы — время появления «неформальных» молодёжных движений. Здесь собирались представители разных субкультур — рокеры, хиппи, панки. Согласно легендам, ротонду неоднократно посещали Борис Гребенщиков, Константин Кинчев и Виктор Цой и благодаря акустике здесь неоднократно проводились самодеятельные концерты. В частности, эпизод с таким концертом использован в фильме Танго на Дворцовой площади.